# (18556) Battiato
(18556) Battiato est un astéroïde de la ceinture principale.

## Description
(18556) Battiato est un astéroïde de la ceinture principale. Il fut découvert le 7 février 1997 à Sormano par Piero Sicoli et Francesco Manca. Il présente une orbite caractérisée par un demi-grand axe de 3,06 UA, une excentricité de 0,02 et une inclinaison de 10,1° par rapport à l'écliptique.

## Compléments